# 420-429
De jaren 420-429 (van de christelijke jaartelling) zijn een decennium in de 5e eeuw.

## Belangrijke gebeurtenissen

### Romeinse Rijk
- 421 : Constantius III wordt medekeizer van het westelijke rijk, maar sterft zeven maand later. Zijn vrouw Galla Placidia vlucht naar Constantinopel.
- 421 : Bahram V, koning van de Sassaniden, vervolgt de christenen, dit is de aanleiding voor een nieuwe Romeins-Perzische oorlog.
- 422 : Byzantium (Theodosius II) en Perzië (Bahram V) tekenen een vredesverdrag. Armenië blijft gedeeld.
- 423 : De kinderloze West-Romeinse keizer Honorius sterft, een zekere Johannes volgt hem op, tot groot ongenoegen van de Oost-Romeinse keizer. De gouverneur in Afrika Bonifatius weigert Iohannes als opvolger te erkennen. Hij zorgt ervoor dat de graantoevoer per schip naar Italië wordt stopgezet en steunt de Oost-Romeinse keizer Theodosius II.
- 425 : burgeroorlog tussen de keizers Johannes en Theodosius II
  - Keizer Johannes wordt geëxecuteerd. De zoon van Galla Placidia, Valentinianus III volgt hem op. Van 425 tot zijn meerderjarigheid in 437 voert zij het regentschap voor haar zoon uit.
  - Galla Placidia sluit vrede met Aetius, de legeraanvoerder van Johannes en hij wordt aangesteld als Magister militum van het West-Romeinse Rijk.
- 425-426 : Gotische opstand van Theodorik I.
- 426 : Koning Gunderic van de Vandalen wordt ook koning van de Alanen (benaderde datum).
- 427-429 : burgeroorlog tussen Bonifatius en Flavius Felix.
- 428 : Frankische oorlog (428): Chlodio valt het Romeinse Rijk binnen en bezet de steden Kamerijk en Doornik. Weldra heerst hij over het gebied tot aan de rivier de Somme en maakt van de stad Doornik een Frankische hoofdplaats.
- 429 : Vandaalse verovering van Romeins Afrika: De Vandaal Geiserik, de opvolger van Gunderic, steekt met zijn volk van Zuid-Spanje over naar Noord-Afrika.

### China
- 420 : Een nieuwe periode breekt aan, de Zuidelijke en Noordelijke Dynastieën.

### Godsdienst
- 428 : Nestorius wordt Patriarch van Constantinopel. In overeenkomst met de Christologie van Anthiochië stelt hij dat Maria weliswaar de Moeder van Christus was maar niet de Moeder van God. Dit doet een felle ruzie ontbranden.

## Kunst en cultuur

### Architectuur
- Mausoleum van Galla Placidia in Ravenna (Italië).

## Heersers

### Europa
- Bourgondiërs: Gundohar (407-436)
- Salische Franken: Pharamond (ca. 420-426), Chlodio (ca. 426-448)
- West-Romeinse Rijk: Honorius (395-423), Johannes (423-425), Valentinianus III (425-455)
- Oost-Romeinse Rijk: Theodosius II (408-450)
- Sueven: Hermeric (409-438)
- Vandalen: Gunderik (406-428), Geiserik (428-477)
- Visigoten: Theoderik I (418-451)

### Azië
- Armenië : Artaxias IV (422-428)
- China
  - Liu Song: Liu Yu (420-422), Liu Yifu (423-424), Liu Yilong (424-453)
  - Noordelijke Wei: Beiwei Mingyuandi (409-423), Beiwei Taiwudi (424-452)
- India (Gupta's): Kumaragupta I (415-455)
- Japan (traditionele data): Ingyo (411-453)
- Korea
  - Koguryo: Jangsu (413-491)
  - Paekche: Jeonji (405-420), Guisin (420-427), Biyu (427-455)
  - Silla: Nulji (417-458)
- Perzië (Sassaniden): Yazdagird I (399-420), Varahran V (420-439)

### Religie
- paus: Bonifatius I (418-422), Celestinus I (422-432)
- patriarch van Alexandrië: Cyrillus I (412-444)
- patriarch van Antiochië: Theodotus (417-428), Johannes I (428-442)
- patriarch van Constantinopel: Atticus (406-425), Sisinnius I (426-427), Nestorius (428-431)

<< · 420 · 421 · 422 · 423 · 424 · 425 · 426 · 427 · 428 · 429 · >>
<< · 400-409 · 410-419 · 420-429 · 430-439 · 440-449 · 450-459 · 460-469 · 470-479 · 480-489 · 490-499 · >>